# Pleocoma conjugens
Pleocoma conjugens is een keversoort uit de familie Pleocomidae. De wetenschappelijke naam van de soort is voor het eerst geldig gepubliceerd in 1888 door Horn.